# (74167) 1998 RF2
(74167) 1998 RF2 – planetoida z pasa głównego asteroid okrążająca Słońce w ciągu 4,52 lat w średniej odległości 2,73 j.a. Odkryta 15 września 1998 roku.